# Station Schoonebeek
Station Schoonebeek is een voormalig spoorwegstation dat door de Nederlandse Aardolie Maatschappij werd gebruikt voor het laden van aardolie die gewonnen werd in het olieveld onder Schoonebeek.
Het station werd op 20 december 1946 in gebruik genomen en de spoorlijn verbond Schoonebeek met de Spoorlijn Zwolle – Emmen.
De spoorlijn is op 28 mei 2000 buiten gebruik gesteld. De brug over het Stieltjeskanaal is open gezet, waardoor treinverkeer niet meer mogelijk is. Deze brug dateert uit de jaren '70. Bij de verbreding van het kanaal verving hij de originele brug.
De lijn bleef nog liggen omdat mogelijk de oliewinning, en daarmee het treinverkeer, zou worden hervat. Het transport gaat tegenwoordig echter per pijpleiding, waardoor de spoorlijn zijn functie heeft verloren.
De koper van de spoorlijn liet de complete lijn opbreken om de gronden aan de nabijgelegen landeigenaren door te verkopen. In de zomer van 2012 begon de opbraak van het gehele traject. In 2015 was het spoor geheel verwijderd.

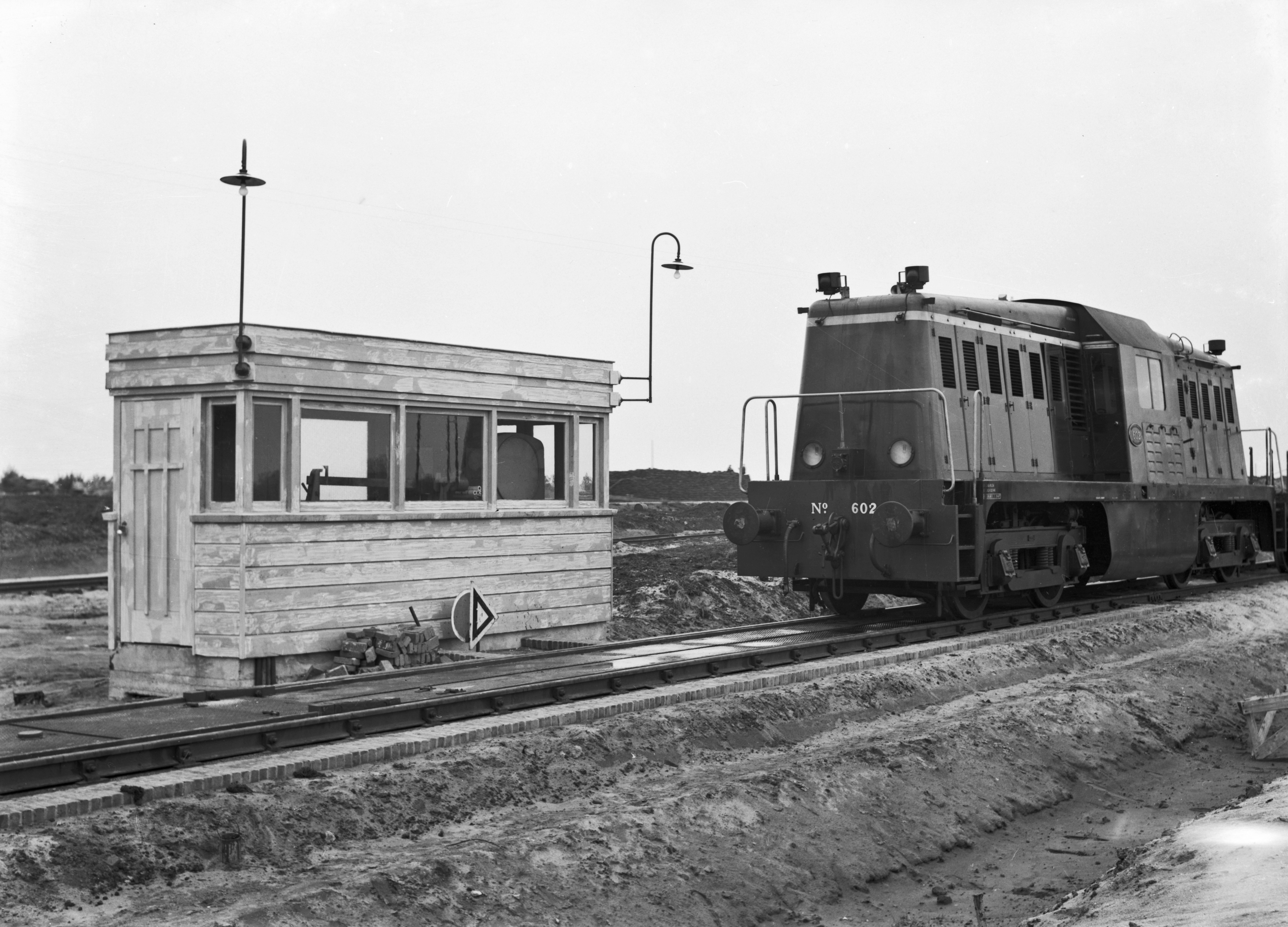
Locomotief NS 602 op de weegbrug te Schoonebeek; 1947.
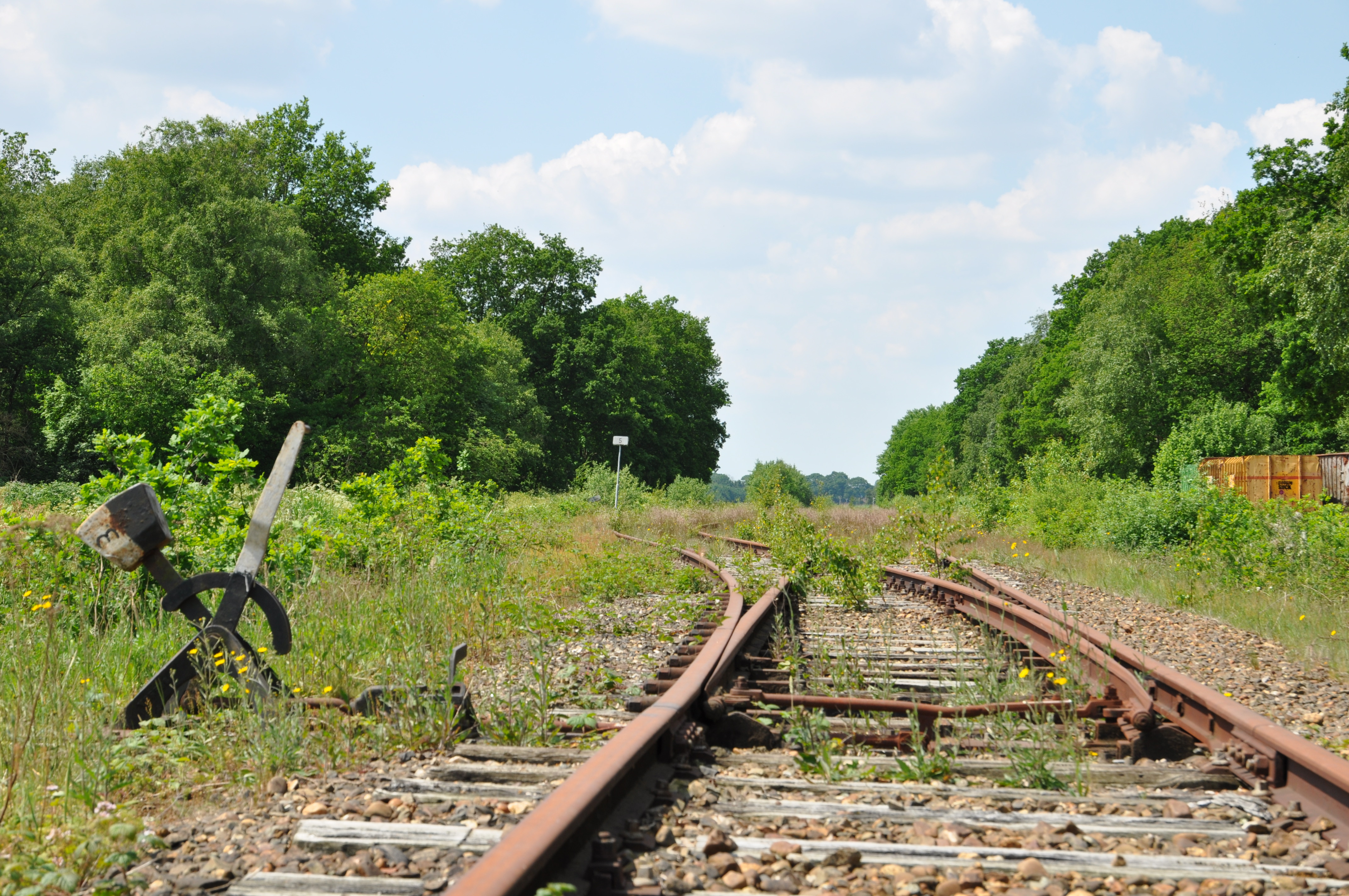
Verlaten spoorlijn nabij het station; 2012.
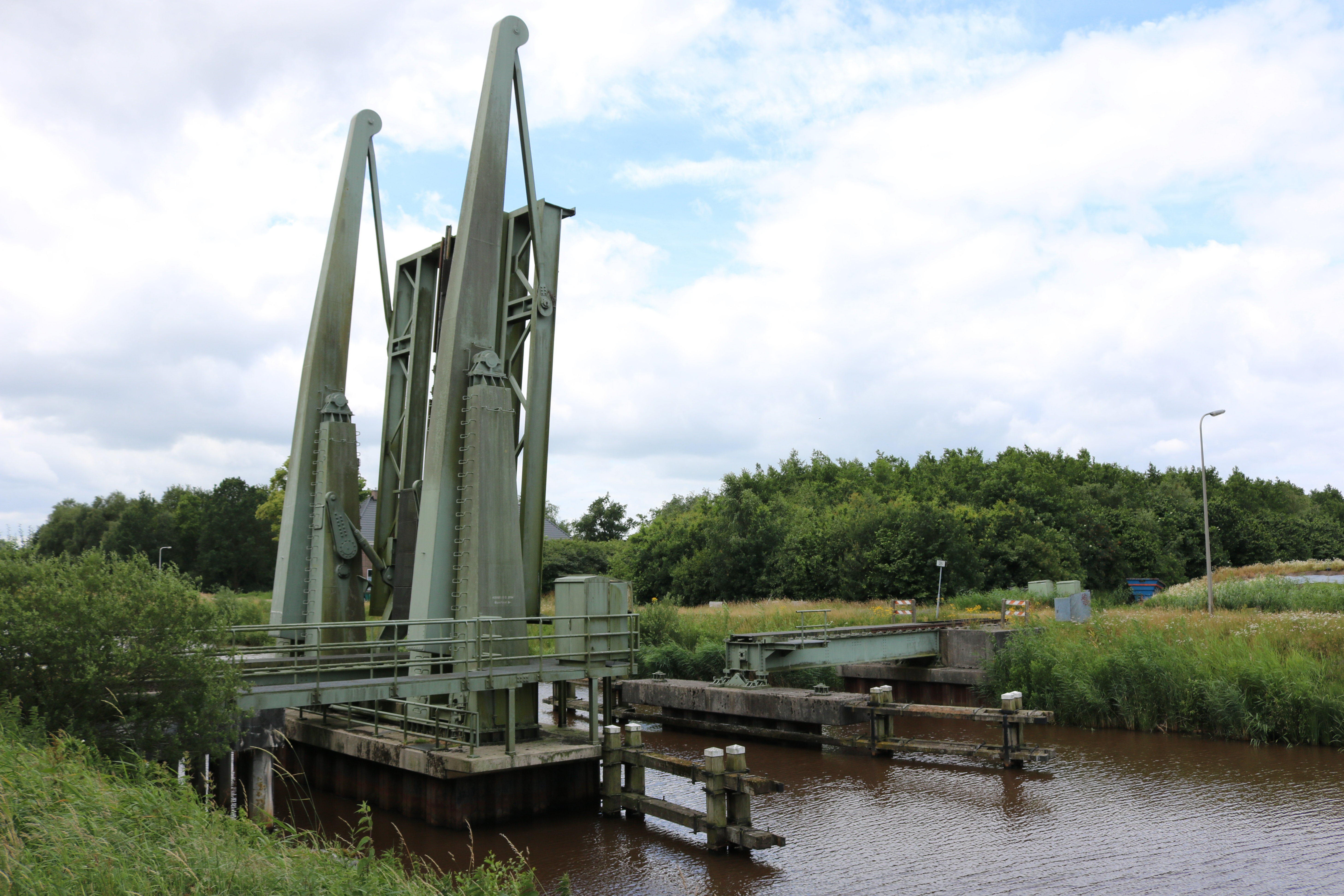
Brug over het Stieltjeskanaal; 2018.